# A Barnyard Romance
A Barnyard Romance è un cortometraggio muto del 1919 diretto da Jess Robbins.

## Produzione
Il film fu prodotto dalla Century Film.

## Distribuzione
Distribuito dall'Universal Film Manufacturing Company, il film - un cortometraggio in due bobine - uscì nelle sale cinematografiche USA il 1º dicembre 1919.